# Gironville-sur-Essonne
Gironville-sur-Essonne település Franciaországban, Essonne megyében. Lakosainak száma 762 fő (2022. január 1.). Gironville-sur-Essonne Maisse, Buno-Bonnevaux, Champmotteux, Mespuits, Prunay-sur-Essonne és Valpuiseaux községekkel határos.

## Népesség
A település népességének változása:
| Lakosok száma | 793  | 774  | 780  | 763  | 765  | 766  | 763  | 762  | 762  |
|               | 2013 | 2015 | 2016 | 2017 | 2018 | 2019 | 2020 | 2021 | 2022 |